# 足軽大将
足軽大将（あしがるたいしょう）とは、日本の戦国時代に、戦国大名のもとで足軽隊を率いた部将及びその職のことをいう。足軽頭（あしがるがしら）ともいう。また、江戸時代には物頭（ものがしら）と称した藩もある。
応仁の乱以降、戦国時代にかけて合戦の集団戦化が進み、戦闘規模も大きくなった。訓練された槍・弓・鉄砲の足軽隊が組織され主力軍として活躍するようになった。足軽大将は配下である足軽小頭（足軽組頭）をはじめとする足軽を率いた。

## 戦国大名家の足軽大将
戦国大名家の各家には足軽に関係する文書が残されており、足軽大将の存在が確認される。
甲斐国の戦国大名である武田氏においては『甲陽軍鑑』品十七「武田法性院信玄公御代惣人数之事」においては武田信玄晩年期の家臣団の全容が記されているが、この中には「足軽大将衆」として21名が挙げられており、確実な文書上からも足軽を率いていた実態が確認されている。武田氏の足軽大将は甲斐出身者の甲斐衆と他国出身で武田氏に仕えた他国衆に大別され、甲斐衆の大半は奥近習や使番を務めた小身で、有力家臣の師弟や一族がほとんど含まれないことが指摘されている。一方、他国出身者は足軽大将に任命されている事例が多い一方で、武田家の行政・軍事機構における役職は甲斐衆によって独占され、他国出身者が登用されることは極めて限定的であったことが指摘されている。

## 諸藩の場合
諸藩では江戸時代に足軽大将を「物頭」と改称している藩が多いが、越後長岡藩や大垣藩戸田氏といった譜代大名では「者頭」と字を使用する場合や仙台藩や新発田藩のように「武頭」と称する場合もある。
基本的には馬廻級の家格より登用され、馬廻を統括する組頭や番頭より格下である。江戸時代後期以降の江戸武鑑では物頭や物頭用人を掲載する藩も登場するが番頭や用人より格下であることが多い。なお、例外として柏原藩織田氏家中では組頭より下位で用人より上位に掲載されている。
柳河藩においては当初からあった六組とは別に物頭席が創設され、六組士が物頭に就任すると六組から物頭席に転属となっている。基本的に石高は300石から200石だが、200石未満の物頭もおり、この場合には役知と石高の合計が200石になるように役知をもらっている。
物頭の人員は大垣藩戸田氏家中では5～6名、柳河藩では19～17名、越後長岡藩では15名ほどと家中により異なる。また、柳河藩や越後長岡藩のように物頭の中に弓頭や筒頭、長柄頭を兼務する者や担当部署が分限帳に明記されている場合もある。
長州藩では先手足軽は大組物頭の統括、手廻足軽は手廻物頭が統括という様に足軽の所属部署により統括担当者が分かれている。